# Mura di Benevento

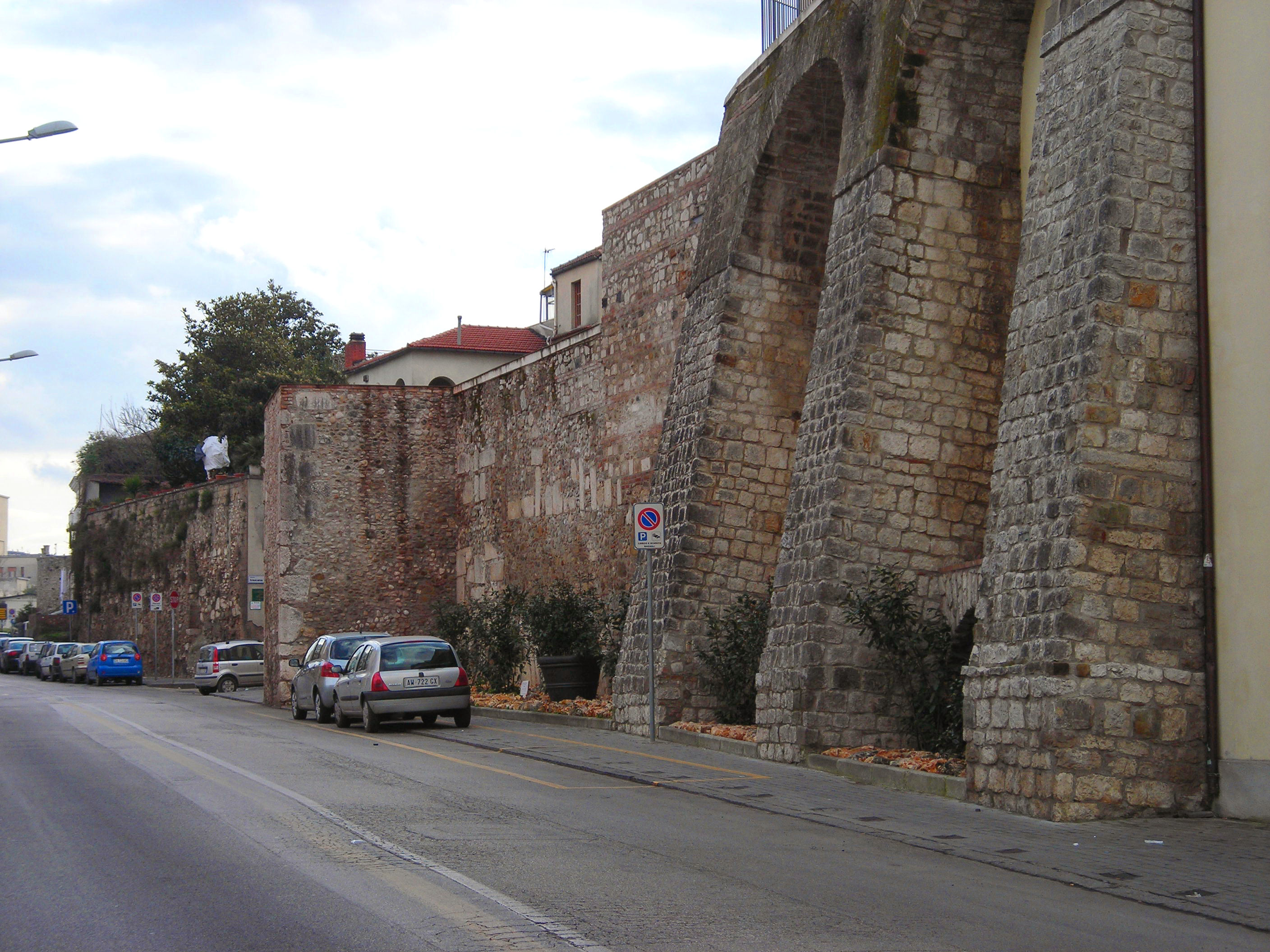
Le mura in viale dei Rettori

La cinta muraria di Benevento è una delle principali vestigia longobarde della città e costituisce un raro esempio di cinta urbana altomedievale ancora in discreto stato di conservazione. Ne rimangono oggi alcuni tratti consistenti: uno, che costeggia via Torre della Catena, delimita a sud il quartiere medievale del Triggio; un altro, del quale segue l'andamento il viale dei Rettori, costituisce la parte nord del perimetro del Piano di Corte; mentre l'ultimo è l'orlo meridionale della collina del centro storico, in corrispondenza di uno strapiombo sotto il quale si estendono i nuovi quartieri di Benevento.

## Le mura
La cinta si apriva in otto porte, delle quali una era l'Arco di Traiano, ribattezzato Porta Aurea; un'altra, Porta Somma, fu poi inglobata nella Rocca dei Rettori; Port'Arsa, probabilmente sorta in epoca tardoromana, è l'ingresso al Triggio. Era a questa porta che conduceva la via Appia Antica, passando per il ponte Leproso. Le altre porte sono andate distrutte.
Sono superstiti alcune torri di avvistamento: la Torre De Simone (dal nome del palazzo che l'ha inglobata) e la Torre del Santo Panaro (così detta da un bassorilievo su di essa che raffigura un uomo con in mano un paniere) sono entrambe circolari e si trovano nella zona nord delle mura. Nella parte meridionale si trovano invece due torri a base poligonale, di cui la più notevole è Torre della Catena.
La prima porzione delle mura fu costruita fra il VI e il VII secolo e interessava solo la riva del fiume Calore, a nord della città. Arechi II nell'VIII secolo invece fortificò anche le sponde del Sabato, includendo edifici romani superstiti come il Teatro e l'Anfiteatro. Ulteriori ampliamenti, ma di minore importanza, si ebbero nel 926.
La struttura della mura è piuttosto varia: sopra un basamento in grossi blocchi di pietra calcarea e tufacea si innalzano le pareti in opus incertum, costituite essenzialmente da ciottoli di fiume legati a malta, ma compaiono in modo piuttosto irregolare laterizi e grandi pietre squadrate provenienti probabilmente da edifici romani. Nel corso dei secoli, però, le mura hanno subito numerosi rimaneggiamenti dovuti ai terremoti, all'abbandono o al loro riutilizzo come pareti di edifici. Alcuni tratti in mattoni che integrano, ricoprono o contraffortano le mura originarie, risalgono al XVII secolo o successivi, e alcune anomale concentrazioni di pietre e bassorilievi romani fanno sospettare che questi siano reperti archeologici applicati con intenti decorativi nel tardo XVIII secolo. Altri, in blocchi di pietra e mattoni, risalgono ad interventi tardo-ottocenteschi. Un restauro della cinta si è avuto negli anni novanta.

## La Torre della Catena

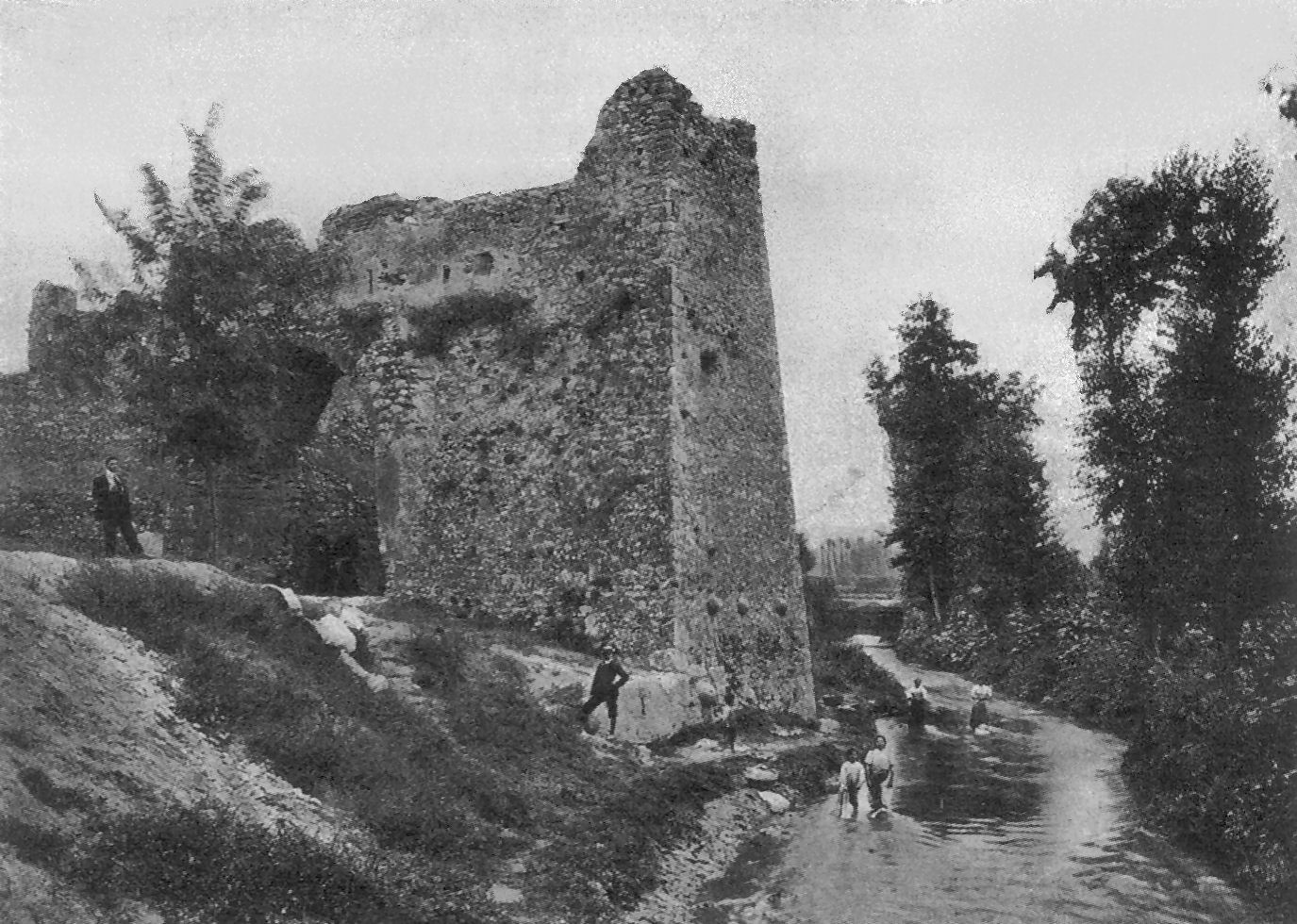
Torre della Catena ad inizio Novecento

La torre, a base poligonale e di forma piramidale, era un avamposto difensivo che guardava verso il Ponte Leproso e il fiume Sabato, in prossimità di Port'Arsa. Gli spigoli, fuori squadro, sono costituiti da pietre angolari di calcare locale, prese dalle vicine costruzioni romane e opportunamente riscalpellate. Inoltre, soprattutto nella parte sommitale, si trovano laterizi romani di risalta.
I due lati che guardano a mezzogiorno, su quanto resta del canale che, deviato dal fiume Sabato, alimentava con le sue diramazioni i mulini, presentano in basso cinque bugne da presa emisferiche di reimpiego, poste su una linea orizzontale a distanza di circa 1,40 m l'una dall'altra, in maniera da determinare una sorta di separazione fra strutture superiori e base della torre.